# Nyctiophylax brenguesi
Nyctiophylax brenguesi är en nattsländeart som beskrevs av Francois-Marie Gibon 1986. Nyctiophylax brenguesi ingår i släktet Nyctiophylax och familjen fångstnätnattsländor. Inga underarter finns listade i Catalogue of Life.